# Nguyễn Châu
Nguyễn Châu (16/11/1939 - 11/09/2019), nguyên là một nhà vật lý người Việt Nam, Tiến sĩ khoa học, Giáo sư vật lý của trường Đại học Khoa học Tự nhiên, Đại học Quốc gia Hà Nội, nguyên là Phó chủ tịch Hội Vật lý Việt Nam các khóa 3 (1991-1997), 4 (1997-2002) và 5 (2002-2007); đồng thời là Chủ tịch Hội Khoa học Vật liệu Việt Nam từ năm 2003 đến năm 2008. Ông là chuyên gia trong lĩnh vực từ học và vật liệu từ ở Việt Nam thuộc chuyên ngành vật lý chất rắn và khoa học vật liệu.

## Tiểu sử
- Giáo sư Nguyễn Châu sinh ngày 16/11/1939 tại huyện Hải Hậu, Nam Định, tốt nghiệp Đại học Tổng hợp Hà Nội năm 1960 và trở thành giảng viên Khoa Vật lý từ năm 1960.
- Từ năm 1963-1965, Nghiên cứu sinh tại Đại học Tổng hợp Moskva về đề tài Các tích điện, từ và xung điện ferit spinel với dị hướng từ cảm ứng đơn trục.
- Từ năm 1966, ông làm giảng viên khoa Vật lý, Đại học Tổng hợp Hà Nội, giảng dạy vật lý, và là một trong những người tiên phong xây dưng ngành từ học và vật liệu từ ở Việt Nam. Trong những năm chiến tranh chống Mỹ, Nguyễn Châu là Trưởng đoàn Nghiên cứu Khoa học phục vụ cho Bộ quốc phòng với nhiều đề tài nghiên cứu ứng dụng vật liệu từ trong quốc phòng.
- Năm 1984, ông đạt học vị tiến sĩ khoa học tại Đại học Tổng hợp Lodz, Ba Lan.
- Từ năm 1988-1995, ông giữ chức vụ chủ nhiệm khoa Vật lý, Đại học Tổng hợp Hà Nội và được phong hàm Giáo sư năm 1991.
- Năm 1999, ông sáng lập ra Trung tâm Khoa học Vật liệu (Đại học Khoa học Tự nhiên) và giữ chức giám đốc trung tâm cho đến khi ông về hưu năm 2004. Năm 2002, giáo sư Nguyễn Châu được phong tặng danh hiệu Nhà giáo nhân dân.
- Năm 2003, tại Hội nghị Vật lý Chất rắn Toàn quốc tổ chức tại Thái Nguyên, ông được bầu làm Chủ tịch Hội Khoa học Vật liệu Việt Nam, và giữ chức vụ này cho đến năm 2008.
- Ông qua đời ngày 11/9/2019 sau một thời gian dài lâm bệnh.

## Các công trình nghiên cứu và những danh hiệu
- Giáo sư Nguyễn Châu đã tham gia hướng dẫn 10 Nghiên cứu sinh, 20 thạc sĩ và hơn 100 cử nhân khoa học.
- Ông là tác giả và đồng tác giả của hơn 300 công trình đăng trên các tạp chí khoa học quốc chuyên ngành và các hội nghị quốc tế cũng như quốc gia, trong đó có gần 200 bài báo được xuất bản trên các tạp chí chuyên ngành uy tín về từ học (điển hình là tạp chí chuyên ngành về từ học Journal of Magnetism and Magnetic Materials [1]) và khoa học vật liệu. Đồng thời ông cũng là thành viên tổ chức của nhiều hội nghị quốc tế về vật liệu từ và từ học, đồng thời đọc báo cáo mời tại một số hội nghị quốc tế uy tín về từ học [2],[3].
- Ông là chủ trì của hơn 40 đề tài nghiên cứu khoa học cơ bản và ứng dụng, trong đó có 27 đề tài ứng dụng sản xuất các vật liệu từ ferit (chủ yếu phục vụ quốc phòng từ năm 1974 đến 1995) [4].
- Các giáo trình đã dịch và biên soạn:

- Các bài tập chọn lọc về vật lý chất rắn (1972, dịch và chủ biên)
- Các bài giảng về từ học (1973, dịch và chủ biên)
- Nam châm vĩnh cửu (1973, dịch và chủ biên)
- Nam châm và nước (1977, dịch và chủ biên)
- Điện từ học (1971, đồng tác giả)
- và nhiều bài giảng khác về vật lý, vật lý chất rắn và từ học.

- Năm 2002, ông được phong tặng danh hiệu Nhà giáo nhân dân
- Năm 2005, ông nhận giải thưởng Nhà nước về Khoa học Công nghệ cho công trình Một số thành tựu tiêu biểu trong nghiên cứu vật liệu từ tính: ferit, perovskit, vật liệu từ vô định hình và vật liệu từ có cấu trúc nanô cho những đóng góp của mình trong việc xây dựng và phát triển ngành từ học cũng như vật liệu từ ở Việt Nam. Ngoài ra, ông cũng nhận được nhiều huân chương lao động của Nhà nước.
- Cộng đồng nghiên cứu vật liệu từ và từ học ở Việt Nam và châu Á coi ông là một trong những chuyên gia đầu ngành về lĩnh vực này [cần dẫn nguồn], đặc biệt trong các vật liệu feritte, perovskite, các vật liệu từ nano tinh thể…